# 古賓 (洛卡奇區)
50°48′12″N 24°37′55″E / 50.80333°N 24.63194°E
胡賓（烏克蘭語：Гу́бин），是烏克蘭的村落，位於該國西部沃倫州，由沃洛德米爾區負責管轄，始建於1545年，面積0.7平方公里，海拔高度225米，2001年人口694，人口密度每平方公里991.43人。